# 多田勇

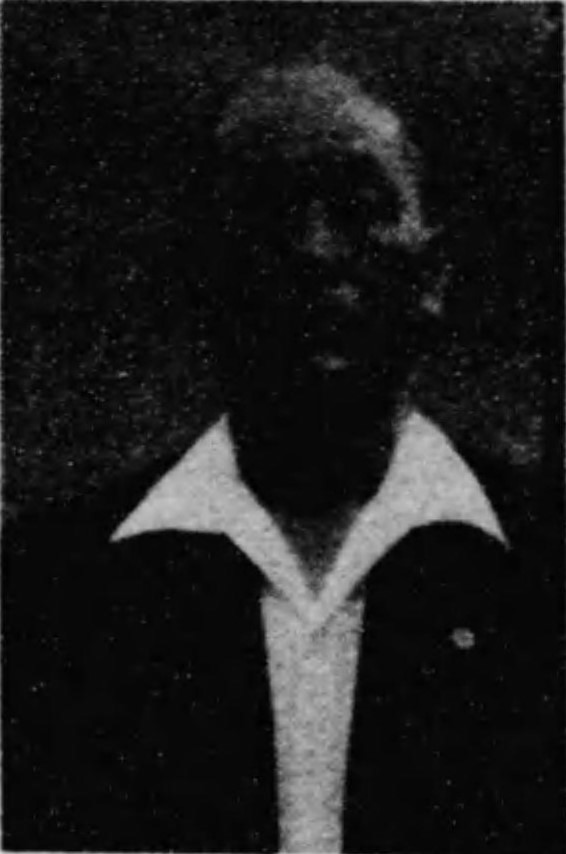
多田勇

多田 勇（ただ いさむ、1911年（明治44年）2月8日 - 1990年（平成2年）3月12日）は、昭和期の実業家、政治家。衆議院議員。

## 経歴
千葉県香取郡佐原町（佐原市を経て現香取市）で生まれる。1931年（昭和6年）日本大学商業学校（現在の日本大学第一中学校・高等学校）を卒業した。
房総新聞記者となる。以後、千葉県砂糖卸商業組合専務理事、同日用品配給統制組合常務理事、千葉県生活用品販売副社長、東日本産業社長、多田印刷社長、千葉県印刷工業組合理事長、全日本印刷工業組合連合会理事、同常務理事、同副会長、日本印刷工業会理事、全国印刷工業健康保険組合理事、千葉印刷団地協同組合理事長、関東五県印刷工業厚生年金基金理事、千葉陸上競技協会会長、千葉県体育協会副会長、同顧問などを務めた。
1947年（昭和22年）4月の第23回衆議院議員総選挙で千葉県第1区から日本自由党公認で出馬して当選。1949年（昭和24年）1月の第24回総選挙でも再選され、衆議院議員に連続2期在任した。この間、民主自由党代議士会副会長などを務めた。その後、第25回、第27回総選挙に立候補したがいずれも落選した。